# المحكوم (مسلسل)
المحكوم مسلسل سوري بوليسي اجتماعي من إخراج المخرج السوري محمد فردوس أتاسي. أنتج في عام 1996.

## القصة
يحكي قصة بُوليسية من بطولة جمال سليمان بدور ماجد، هاني الروماني بدور الضراب، عدنان بركات بدور والد ماجد، توفيق العشا بدور المقدم شفيق، نجاح حفيظ بدور والدة ماجد.